# Гипопротеинемия
Гипопротеинемия — состояние, при котором уровень белка в плазме крови аномально низок (менее 64 г/л).

## Симптомы
Тяжесть симптомов может варьироваться, может включать:
- Усталость и слабость
- Рецидивирующие инфекции
- Сухая кожа, а ухудшение качества её придатков: ломкость ногтей, истончение и выпадение волос
- Изменение настроения, раздражительность
- Плохое заживление ран

## Причины
Причины, вызывающие состояние гипопротеинемии:
- Пищевая гипопротеинемия связана с крайне низким потреблением белка с пищей (например, квашиоркор).
- Мальабсорбция, часто вызываемое целиакией.
- Заболевания печени могут также вызвать гипопротеинемию за счёт уменьшения синтеза белков плазмы, таких как альбумины.
- Заболевания почек, такие как нефротический синдром, также могут привести к гипопротеинемии за счет того, что белки выводятся с мочой.

## Патофизиология
Снижение сывороточного белка вызывает снижение онкотического давления крови, что приводит к переходу жидкости из сосудистого русла в интерстиций ткани, вследствие чего развиваются отёки.